# Herman van Ulzen
Herman van Ulzen (* 1948 in Enschede, Provinz Overijssel, Niederlande) ist ein niederländischer Schauspieler, der im deutschsprachigen Raum aktiv ist.

## Leben
Herman van Ulzen wurde 1948 in Enschede in den Niederlanden geboren.
Er wurde an der Staatlichen Hochschule für Musik und Theater in Heidelberg zum Schauspieler ausgebildet. Als Theaterschauspieler war er unter anderem bereits am Zimmertheater Heidelberg, dem Schlosspark Theater, dem Staatstheater Saarbrücken, dem Düsseldorfer Schauspielhaus, dem Münchner Volkstheater, der Komödie am Max II und der Comödie Dresden tätig.
1975 stand Ulzen in der Fernsehserie Autoverleih Pistulla erstmals für das Fernsehen vor der Kamera. 1985 bis 1994 erhielt er seine erste wiederkehrende Rolle in der Fernsehserie Der Fahnder. 1995 folgte sein Spielfilmdebüt in dem Fernsehfilm Brüder auf Leben und Tod. Ulzen war 2020 in der Fernsehserie Bibi & Tina – Die Serie zu sehen. In der Serie Hausmeister Krause spielte er in der Folge Swingerparty einen Postboten.

## Filmografie
- 1975: Autoverleih Pistulla (Fernsehserie, Folge 1x05)
- 1983: Der Dichter vom Bahnhof
- 1985–1994: Der Fahnder (Fernsehserie, 5 Folgen)
- 1986: Nur für Busse (Fernsehserie)
- 1987: Der elegante Hund (Fernsehserie, Folge 1x01)
- 1990: Mit den Clowns kamen die Tränen (Miniserie)
- 1991: Büro, Büro (Fernsehserie, Folge 3x18)
- 1992: Die zweite Heimat – Chronik einer Jugend (Fernsehserie, Folge 1x13)
- 1992: Der Patenonkel (Fernsehserie, 6 Folgen)
- 1994–1995: Lindenstraße (Fernsehserie, 4 Folgen)
- 1994–2005: Die Wache (Fernsehserie, 4 Folgen)
- 1995: Brüder auf Leben und Tod (Brüder auf Leben und Tot, Fernsehfilm)
- 1996: Auf Achse (Fernsehserie, Folge 7x03)
- 1996: Auf eigene Gefahr (Fernsehserie, Folge 2x10)
- 1996: Ärzte: Dr. Schwarz und Dr. Martin: Schicksale
- 1996: Lea
- 1996–2005: Tatort (Fernsehserie, 5 Folgen)
- 1997: Rossini – oder die mörderische Frage, wer mit wem schlief
- 1997: Diamanten küßt man nicht (Fernsehfilm)
- 1997: Kowalsky (Fernsehserie, Folge 1x01)
- 1997: Die drei Mädels von der Tankstelle
- 1997: Boulevard Berlin (Fernsehserie)
- 1998: Das merkwürdige Verhalten geschlechtsreifer Großstädter zur Paarungszeit
- 1998: Ein Mann fällt nicht vom Himmel (Fernsehfilm)
- 1999: Wer liebt, dem wachsen Flügel
- 1999: Tach, Herr Dokter! – Der Heinz-Becker-Film
- 1999: Liebe ist das beste Elixier (Fernsehfilm)
- 1999: Schmetterlinge der Nacht
- 2000: Harte Jungs
- 2000: Alles Atze (Fernsehserie, Folge 1x13)
- 2000: Erkan & Stefan
- 2001: Ein unmöglicher Mann (Miniserie)
- 2001, 2004: Familie Heinz Becker (Fernsehserie, 2 Folgen)
- 2002: Knallharte Jungs
- 2002: Germanija
- 2003–2017: Um Himmels Willen (Fernsehserie, 4 Folgen)
- 2004: Pura Vida Ibiza
- 2004: Tierarzt Dr. Engel (Fernsehserie, Folge 6x04)
- 2004: (T)Raumschiff Surprise – Periode 1
- 2004: Marienhof (Fernsehserie, 3 Folgen)
- 2004: Der Bergpfarrer (Der Bergpfarrer: Liebe und andere Überraschungen, Fernsehfilm)
- 2004, 2017: Polizeiruf 110 (Fernsehserie, 2 Folgen)
- 2005: Scharf wie Chili (Fernsehfilm)
- 2005: Arme Millionäre (Fernsehserie, Folge 1x01)
- 2005: Der Bergpfarrer 2 – Heimweh nach Hohenau (Fernsehfilm)
- 2006: Das total verrückte Wunderauto (Fernsehfilm)
- 2006, 2008: Inga Lindström (Fernsehserie, 2 Folgen)
- 2008: Ein Ferienhaus in Schottland (Fernsehfilm)
- 2008: Minibar (Fernsehfilm)
- 2009: Taartman (Fernsehfilm)
- 2009: Die Rosenheim-Cops (Fernsehserie, Folge 9x02)
- 2009: Lilly Schönauer (Fernsehserie, Folge 1x07)
- 2009: Normal is des ned (Fernsehserie, Folge 1x02)
- 2010: Bernhard, Schavuit van Oranje (Miniserie, Folge 1x01)
- 2011: Klingenberg
- 2012: Die Bergretter (Die Bergwacht, Fernsehserie, Folge 3x02)
- 2012: Finn und der Weg zum Himmel (Fernsehfilm)
- 2012: Obendrüber, da schneit es (Fernsehfilm)
- 2012–2013: Hubert und Staller (Fernsehserie, 2 Folgen)
- 2013: Heute bin ich blond
- 2013: Absolutio – Erlösung im Blut
- 2013: Weißblaue Geschichten (Fernsehserie, Folge 1x44)
- 2013: Buddy
- 2014: Meine Mutter, meine Männer (Fernsehfilm)
- 2015: Vor. Seit. Schluss!
- 2016: De zaak Menten (Miniserie, Folge 1x02)
- 2017: Dieses bescheuerte Herz
- 2018: Cops Maastricht (Flikken Maastricht, Fernsehserie, Folge 12x08)
- 2018: Lass uns abhauen
- 2019: Bella Germania (Miniserie, Folge 1x02)
- 2020: Der Alte (Fernsehserie, Folge 49x01)
- 2020: Bibi & Tina – Die Serie (Bibi & Tina, Fernsehserie, 10 Folgen)
- 2021: Kanzlei Berger (Fernsehserie, Folge 1x12)
- 2022: Bibi & Tina – Einfach anders
- 2023: Neue Geschichten vom Pumuckl
- 2023: Mein Falke (Fernsehfilm)
- 2023: Neue Geschichten vom Pumuckl (Fernsehserie, 2 Folgen)
- 2023: Bon Bini: Bangkok Nights